# Momoiro Clover Z
Momoiro Clover Z (jap.: ももいろクローバーZ Momoiro Kurōbā Zetto, doslovno „ružičasta djetelina Z“) japanska je pop grupa osnovana 2008. godine.

## Postava
| Ime                                             | Datum rođenja                | Boja       | Napomene        |
| ----------------------------------------------- | ---------------------------- | ---------- | --------------- |
| Kanako Momota (jap.: 百田 夏菜子 Momota Kanako) | 12. srpnja 1994. (31 godina) | Crvena     | Vođa            |
| Šiori Tamai (jap.: 玉井 詩織 Tamai Shiori)      | 4. lipnja 1995. (30 godina)  | Žuta       | nadimak: Šiorin |
| Ajaka Sasaki (jap.: 佐々木 彩夏 Sasaki Ayaka)   | 11. lipnja 1996. (29 godina) | Ružičasta  | nadimak: Arin   |
| Momoka Arijasu (jap.: 有安 杏果 Ariyasu Momoka) | 15. ožujka 1995. (30 godina) | Zelena     | Najniža članica |
| Reni Takagi (jap.: 高城 れに Takagi Reni)       | 21. lipnja 1993. (32 godina) | Ljubičasta | Bivša vođa      |

### Bivše članice
| Ime                                           | Datum rođenja                | Boja  | Napomene        |
| --------------------------------------------- | ---------------------------- | ----- | --------------- |
| Akari Hajami (jap.: 早見 あかり Hayami Akari) | 17. ožujka 1995. (30 godina) | Plava | nadimak: Akarin |

Ostali
Napomena: prezime dolazi ispred imena.
- jap.: 弓川 留奈 Yumikawa Runa, rođena 4. veljača 1994.
- jap.: 高井 つき奈 Takai Tsukina, rođena 6. srpnja 1995.
- (jap.: 和川 未優 Wagawa Miyū, rođena 19. prosinca 1993.
- jap.: 伊倉 愛美 Ikura Manami, rođena 4. veljača 1994.
- jap.: 藤白 すみれ Fujishiro Sumire, rođena 8. svibnja 1994.
- jap.: 柏 幸奈 Kashiwa Yukina, rođena 12. kolovoza 1994.

## Diskografija

### Singlovi
| Br.                                   | Naziv | Datum izlaska       | Pozicija                    | Pozicija                | Certifikacija (RIAJ) | Album                   |                    |                    |
| Br.                                   | Naziv | Datum izlaska       | Oricon Weekly Singles Chart | Billboard Japan Hot 100 | Certifikacija (RIAJ) | Album                   |                    |                    |
| Nezavisni singlovi                    | Nezavisni singlovi | Nezavisni singlovi  | Nezavisni singlovi          | Nezavisni singlovi      | Nezavisni singlovi   | Nezavisni singlovi      | Nezavisni singlovi | Nezavisni singlovi |
| ------------------------------------- | --- | ------------------- | --------------------------- | ----------------------- | -------------------- | ----------------------- | ------------------ | ------------------ |
| 1                                     | „Momoiro Punch“ (jap.: ももいろパンチ Momoiro Panchi)                                                                               | 5. kolovoza 2009.   | 23                          | —                       |                      | Iriguchi no Nai Deguchi |                    |                    |
| 2                                     | „Mirai e Susume!“ (jap.: 未来へススメ！)                                                                                            | 11. studenoga 2009. | 11                          | —                       |                      | Iriguchi no Nai Deguchi |                    |                    |
| Singlovi pod velikom izdavačkom kućom | |                     |                             |                         |                      |                         |                    |                    |
| 1                                     | „Ikuze! Kaitō Shōjo“ (jap.: 行くぜっ！怪盗少女) - Ponovno izdan 26. rujna 2012. kao „Ikuze! Kaitō Shōjo ~Special Edition~“          | 5. svibnja 2010.    | 3 7*                        | 19 29*                  |                      | Battle and Romance      |                    |                    |
| 2                                     | „Pinky Jones“ (jap.: ピンキージョーンズ Pinkī Jōnzu)                                                                                | 10. studenoga 2010. | 8                           | 28                      |                      | Battle and Romance      |                    |                    |
| 3                                     | „Mirai Bowl / Chai Maxx“ (jap.: ミライボウル/Chai Maxx Mirai Bōru / Chai Makkusu)                                                   | 7. ožujka 2011.     | 3                           | 12                      |                      | Battle and Romance      |                    |                    |
| 4                                     | „Z Densetsu: Owarinaki Kakumei“ (jap.: Z伝説 ～終わりなき革命～)                                                                    | 6. srpnja 2011.     | 5                           | 22                      |                      | Battle and Romance      |                    |                    |
| 5                                     | „D' no Junjō“ (jap.: D'の純情) | 6. srpnja 2011.     | 6                           | 59                      |                      | Battle and Romance      |                    |                    |
| 6                                     | „Rōdō Sanka“ (jap.: 労働賛歌) | 23. studenoga 2011. | 7                           | 13                      |                      | 5th Dimension           |                    |                    |
| 7                                     | „Mōretsu Uchū Kōkyōkyoku Dai 7 Gakushō „Mugen no Ai““ (jap.: 猛烈宇宙交響曲・第七楽章「無限の愛」)                                  | 7. ožujka 2012.     | 5                           | 2                       | Zlatan               | 5th Dimension           |                    |                    |
| 8                                     | „Otome Sensō“ (jap.: Z女戦争) | 27. lipnja 2012.    | 3                           | 3                       | Zlatan               | 5th Dimension           |                    |                    |
| —                                     | „Nippon Egao Hyakkei“ (jap.: ニッポン笑顔百景) - Izdan pod imenom grupe Momoclo Tei Ichimon (jap.: 桃黒亭一門)                      | 5. rujna 2012.      | 6                           | —                       |                      | —                       |                    |                    |
| 9                                     | „Saraba, Itoshiki Kanashimitachi yo“ (jap.: サラバ、愛しき悲しみたちよ)                                                             | 21. studenoga 2012. | 2                           | 1                       | Zlatan               | 5th Dimension           |                    |                    |
| 10                                    | „GOUNN“ | 6. studenoga 2013   | 2                           | 2                       |                      | —                       |                    |                    |
| 11                                    | „Naite mo Iin Da Yo“ (jap.: 泣いてもいいんだよ                                                                                      | 8. svibnja 2014     | 1                           | 2                       |                      | Amaranthus              |                    |                    |
| 12                                    | MOON PRIDE | 30. srpnja 2014     | 3                           | 3                       |                      | Hakkin no Yoake         |                    |                    |
| 13                                    | „Yume no Ukiyo ni Saite Mi na“ (jap.: 夢の浮世に咲いてみな) - Kolaboracija, single izdan pod pseudonimom „Momoiro Clover Z vs KISS" | 28. siječnja 2015   | 2                           | —                       |                      | Hakkin no Yoake         |                    |                    |
| 14                                    | „Seishunfu“(jap.: 青春賦) | 11. ožujka 2015     | 4                           | 4                       |                      | Amaranthus              |                    |                    |
| 15                                    | „Z no Chikai“(jap.: 「Z」の誓い) | 29. travnja 2015    | 4                           | 5                       |                      | Hakkin no Yoake         |                    |                    |
| 16                                    | „The Golden History“(jap.: ザ・ゴールデン・ヒストリー)                                                                              | 7. rujna 2016       | 2                           | 4                       |                      |                         |                    |                    |
| 17                                    | „Blast“(jap.: BLAST) | 2. kolovoza 2017    | 3                           |                         |                      |                         |                    |                    |

* u 2016. godine

### Albumi
| Br. | Album | Pozicija                   | Certifikacija (RIAJ) |
| Br. | Album | Oricon Weekly Albums Chart | Certifikacija (RIAJ) |
| --- | --- | -------------------------- | -------------------- |
| 1   | Battle and Romance (jap.: バトル アンド ロマンス Batoru ando Romansu) - Datum izlaska: 27. srpnja 2011. - Izdavač: Starchild / King Records (KICS-91678 (Limited A), KICS-91679 (Limited B), KICS-1678 (Regular)) | 3 2*                       | Zlatan               |
| 2   | 5th Dimension (jap.: 5TH DIMENSION Fifusu Dimenshon) - Datum izlaska: 10. travnja 2013. - Izdavač: Starchild / King Records                                                                                       | 1                          | Platinast            |
| –   | Iriguchi no Nai Deguchi (jap.: 入口のない出口) - Kompilacija svih nezavisnih pesama grupe - Datum izlaska: 5. lipnja 2013. - Izdavač: SDR (Stardust Records)                                                      | 2                          |                      |
| 3   | Amaranthus - Datum izlaska: 17. veljače 2016 - Izdavač: Starchild / King Records | 2                          |                      |
| 4   | Hakkin no Yoake(jap.: 白金の夜明け) - Datum izlaska: 17 de febreiro de 2016 - Izdavač: Starchild / King Records                                                                                                   | 1                          |                      |

* u 2016. godine

## Videografija
| Singl #                               | Naziv                                                                  | Službeni video na YouTube-u |
| Nezavisni singlovi                    | Nezavisni singlovi                                                     | Nezavisni singlovi          |
| ------------------------------------- | ---------------------------------------------------------------------- | --------------------------- |
| 1                                     | „Momoiro Punch“                                                        |                             |
| 2                                     | „Mirai e Susume!“                                                      |                             |
| Singlovi pod velikom izdavačkom kućom |                                                                        |                             |
| 1                                     | „Ikuze! Kaitō Shōjo“                                                   | gledaj                      |
| 2                                     | „Pinky Jones“                                                          | gledaj                      |
| 2                                     | „Coco Natsu“ (jap.: ココ☆ナツ)                                         |                             |
| 2                                     | „Kimi to Sekai“ (jap.: キミとセカイ)                                   |                             |
| 3                                     | „Mirai Bowl“                                                           | gledaj                      |
| 3                                     | „Chai Maxx“                                                            | gledaj                      |
| 4                                     | „Z Densetsu: Owarinaki Kakumei“                                        | gledaj                      |
| 5                                     | „D' no Junjō“                                                          | gledaj                      |
| 6                                     | „Rōdō Sanka“                                                           | gledaj                      |
| 6                                     | „Santa-san“ (jap.: サンタさん)                                         | gledaj                      |
| 7                                     | „Mōretsu Uchū Kōkyōkyoku Dai 7 Gakushō „Mugen no Ai““                  | gledaj                      |
| 8                                     | „Otome Sensō“                                                          | gledaj                      |
| 8                                     | „PUSH“                                                                 | gledaj                      |
| 8                                     | „Mite Mite Kocchichi“ (koreografski video) (jap.: みてみて☆こっちっち) | gledaj                      |
| 9                                     | „Saraba, Itoshiki Kanashimitachi yo“                                   | gledaj                      |
| 9                                     | „Wee-Tee-Wee-Tee“                                                      | gledaj                      |
| 2. album                              | „Neo STARGATE“                                                         | gledaj                      |
| 2. album                              | „BIRTH Ø BIRTH“                                                        | gledaj                      |

## Nagrade
| Godina | Nagrada                           | Kategorija            | Nominirano djelo                     | Rezultat |
| ------ | --------------------------------- | --------------------- | ------------------------------------ | -------- |
| 2012   | 4th CD Shop Awards                |                       | Battle and Romance                   | Dobitnik |
| 2013   | 2013 MTV Video Music Awards Japan | Najbolja koreografija | „Saraba, Itoshiki Kanashimitachi yo“ | Dobitnik |

## Vanjske poveznice
- Službeni sajt (jap.)
- Službena stranica  Arhivirana inačica izvorne stranice od 20. srpnja 2014. (Wayback Machine) (engl.)
- Službeni kanal STARDUST DIGITAL na YouTube-u
- Momoiro Clover Z na USTREAM-u  Arhivirana inačica izvorne stranice od 1. listopada 2012. (Wayback Machine)